# Shoichiro Toyoda
Shoichiro Toyoda (豊田 章一郞;Aichi, 17 de fevereiro de 1925 – 14 de fevereiro de 2023) foi um empresário japonês que serviu como chairman na Toyota Motor entre os anos de 1992 a 1999, e presidente da Federação das Empresas Japonesas entre maio de 1994 e maio de 1998.

## Morte
Toyoda morreu em 14 de fevereiro de 2023, aos 97 anos, devido à insuficiência cardíaca.

## Prêmios
- 1980 – Prêmio Deming
- 1993 – Camarata na Academia Real Britânica de Engenharia[5]
- 2000 – Medalha FISITA - Federação Internacional de Engenharia Automotiva
- 2005 – Prêmio Líder de Fábrica da Sociedade de Engenheiros da Mobilidade dos Estados Unidos[6]
- 2007 – Hall da Fama Automotivo de Detroit, nos Estados Unidos

## Honras

### Honras nacionais japonesas
- 1972 – Medalha Azul Escura de Honra
- 1984 – Medalha Azul de Honra
- 1985 – Medalha Azul Escura de Honra
- - Grande-colar na Ordem do Tesouro da Felicidade Sagrada
- - Grande-colar na Ordem do Sol Nascente
- - Grande-colar na Ordem da Paulownia